# 毓橚
貝子毓橚（1858年6月22日—1918年12月19日），閒散宗室溥蓁長子，母妻郭氏，其父為郭大，成親王系第六代。
他在咸豐八年五月（1858年）出生，同治十一年四月（1872年）成為剛去世的郡王銜貝勒溥莊的嗣子，同年十一月接替養父成為成親王第六代，但因為成親王並非世襲罔替的爵位，因此他的封爵只是貝子。
民國七年十一月（1918年），他去世，虛齡六十一岁，由三子恆燕襲封成親王系第七代，不過需遞降為奉恩鎮國公襲封。